# The Gold It’s in the…
«The Gold It’s in the…» (с англ. — «Золото, оно в…») — песня группы «Pink Floyd» в альбоме 1972 года «Obscured by Clouds» — саундтрека к французскому фильму «Долина» («La Vallée»). Представлена на первой стороне LP четвёртым по счёту треком. Авторами «The Gold It’s in the…» являются Роджер Уотерс и Дэвид Гилмор. Вокальную партию исполняет один из авторов песни, Дэвид Гилмор. В тексте этой хард-роковой композиции отражены стремление к новой жизни, жажда странствий и приключений. «The Gold It’s in the…» была также выпущена на второй стороне сингла «Free Four / The Gold It’s In The…» в Дании, Германии, Италии, Нидерландах и Новой Зеландии в 1972 году.
В фильме «Долина» фрагмент песни «The Gold It’s in the…» звучит только половину минуты, сопровождая кадры, в которых героиня Вивьен во второй раз просит Оливье показать ей перья райской птицы, просит его продать ей эти перья, но Оливье отказывается это сделать.

## Участники записи
- Роджер Уотерс — бас-гитара, хлопки в ладоши
- Дэвид Гилмор — ведущий вокал, электрогитары
- Ник Мейсон — ударные и перкуссия